# Cédric Sorhaindo
Cédric Sorhaindo   (La Trinité, 7 de juny de 1984) és un jugador d'handbol francès. Va participar en la selecció francesa que va guanyar la medalla d'or al Campionat del món de 2009 a Croàcia, i també vencé amb la seva selecció als Jocs Olímpics d'estiu de 2012.
La temporada 2013-2014, va guanyar cinc títols amb el FC Barcelona, en un gran any en què l'equip només no va poder guanyar la Copa d'Europa, i a la Lliga ASOBAL va guanyar tots 30 partits disputats, amb un nou rècord de gols, 1146.